# Албавила
Албавѝла (на италиански: Albavilla; на ломбардски: Vila, Вила, до 1928 г. Villalbese, Вилалбезе) е градче и община в Северна Италия, провинция Комо, регион Ломбардия. Разположено е на 427 m надморска височина. Населението на общината е 6325 души (към 2017 г.).